# Ctenophorus salinarum
Ctenophorus salinarum — вид ігуаноподібних ящірок родини агамових (Agamidae). Ендемік Австралії.

## Поширення і екологія
Ctenophorus salinarum мешкають у внутрішніх районах на півдні Західної Австралії. Вони живуть в самфірових заростях на берегах солоних озер і глинистих солончаків.